# Bentley
A Bentley  egy 1919-ben alapított, sportos luxusautóiról nevezetes  angol autómárka. 1998 óta a Volkswagen-csoporthoz tartozik.

## Története
Az egyik leghíresebb brit sportkocsi-típus Walter Owen Bentley nevéhez fűződik. Bentley - aki korábban a francia DFP cégnél dolgozott - az 1919. évi londoni autókiállításon mutatta be sportkocsi-prototípusát, amely a vintage-korszakbeli sportkocsik ősének tekinthető. A sorozatgyártás csak 1920-ban kezdődött meg a Bentley Motors Ltd. nevű cégnél, London Cricklewood nevű városrészében.  Az első modellnek felülvezérelt (OHC), hathengeres, 3 literes motorja volt, hengerenként 4-4 szeleppel (legnagyobb motorteljesítmény 51,5 kW = 70 DIN-LE). A Speed nevű modell főleg a hosszútávú versenyeken szerepelt kiválóan (1924). Megnyerte pl. a Tourist Trophyt vagy a a Le Mans-i 24 órás versenyt. A Speed viselte először a piros alapon szárnyas B betűt ábrázoló emblémát, a Red Labelt, a rövid alvázas modellváltozaton. A hosszabb alvázas, néha limousine karosszériával is megjelent változat emblémája kék volt (Blue Label), míg a kb. 160 km/h végsebességű „csúcsváltozat” zöld színű emblémát viselt (Green Label).
A Speed modell egyes változataiból 1929-ből összesen 1630 darab készült. A kocsiszekrény híres karosszériakészítők, pl. Mulliner vagy Vanden Plas műve volt. Az utóbbi készítette az 1926. évi Red Label modellváltozatot. Ugyanebben az évben megjelent egy hathengeres, 6,5 literes modell, majd 1927-ben egy másik, 4,5 literes, négyhengeres, 96 kW (130 DIN-LE) teljesítményű motorral. 1930-ban jött egy
hatalmas, 8 literes modell. A Bentley versenyautók – Woolf Barnatóval a volánnál – 1924 és 1930 között óriási sikersorozatot mondhattak magukénak. (Páratlan sikersorozatot értek el a Bentley-modellek a Le Mans-i versenyen: a  versenyt 5 alkalommal nyerte meg  Bentley-modell: 1924, 1927, 1928, 1929, 1930.)
A cég pénzügyi helyzete ennek ellenére nem volt szilárd, így a Benntley céget 1931-ben – miután a Napier cég átvételi ajánlata meghiúsult -  a Rolls-Royce cég vásárolta meg. A Bentley Motors (1931) Ltd. cég Derby-bn működött a második világháború végéig (1945-ig). Továbbra is megmaradt  a cég autóinak sajátos, sportos arculata. 1933-ban jelent meg a 20/25 jelű Rolls-Royce modell 3,7 literes változat: a motor lökettérfogatát 1936-ban 4,5 literre növelték. Ennek a modellnek négyfokozatú, teljesen szinkronizált sebességváltóműve volt, amelyet hamarosan overdrive szerkezettel is kiegészítettek. Az utazási biztonságot jelentősen fokozta a Rolls-Royce-féle szervorásegítéses fékek alkalmazása. A második világháborút közvetlenül megelőző „Mark V” jelű modellnél jelent meg elsőként a független első  kerékfelfüggesztés. 
A második világháború után 1946-ban Crewe-ben (Cheshire grófság)  kezdte meg működését a  Bentley Motors (1931) Ltd.. A  „Mark VI” az  egyenes folytatása volt a korábbi "Mark V" jelű modellnek, amely 1951-től teljes egészében fémből készült karosszériát kapott – elsőként a Rolls-Royce érdekeltségek történetében. Az 1950-es évek elején lassanként eltűnt a különbség a Rolls-Royce és a Bentley-modellek között. 1960-ig hűségesen alkalmazták a jól bevált hathengeres motorokat, ettől kezdve rátértek a felülszelepelt (OHV) 6,2 literes V-8 hengeres motorra (Bentley S3 és a sajátos  kiképzésű, H. J. Mulliner által könnyűfém-karosszériával ellátott  Bentley S3 Continental). 1965-ben debütált az elöl-hátul szervo-rásegítéses tárcsafékekkel ellátott  Bentley Corniche, 6750 cm³-es, V-8 hengeres motorral, saloon vagy convertible karosszériával. Ugyanakkor jelent meg a „Series T” (T sorozat) nevű modell. 1980-ban mutatkozott be a Rolls-Royce Silver Spirit/Silver Spur modellváltozatának tekinthető Bentley Mulsanne, amelynek egyes változatait 1984-től ismét Bentley Continentalnak hívták. A Mulsanne Turbo változatot 1982-ben mutatták be; 1985-től Bentley Turbo R néven forgalmazták (R itt a „roadholding”, azaz „úttartás” szóra utal).

## A Volkswagen-csoport tagjaként
1998 óta a Bentley a Volkswagen-csoport tagja.

## Képgaléria

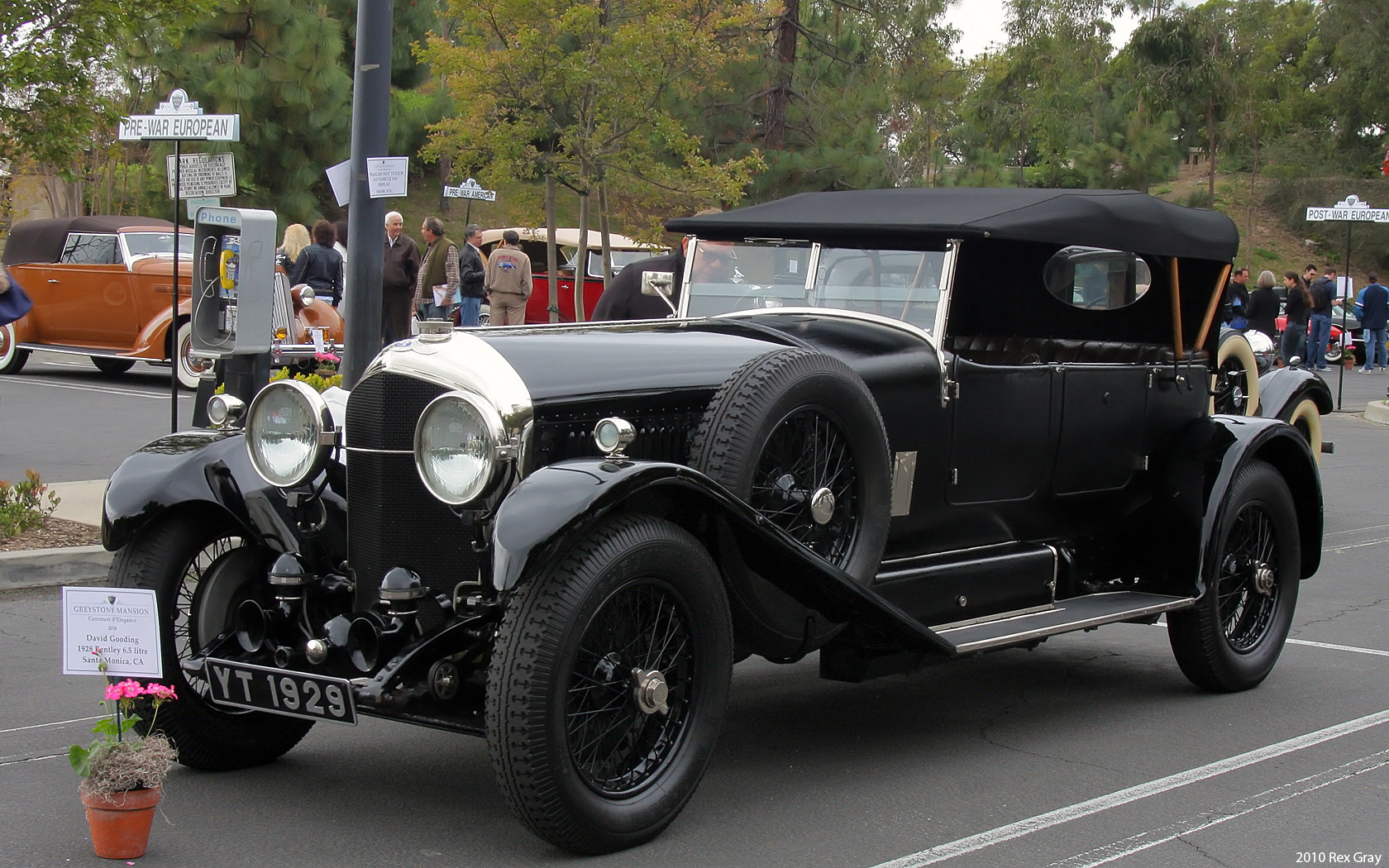
Az 1928-as Bentley 6 ½ Litre VandenPlas
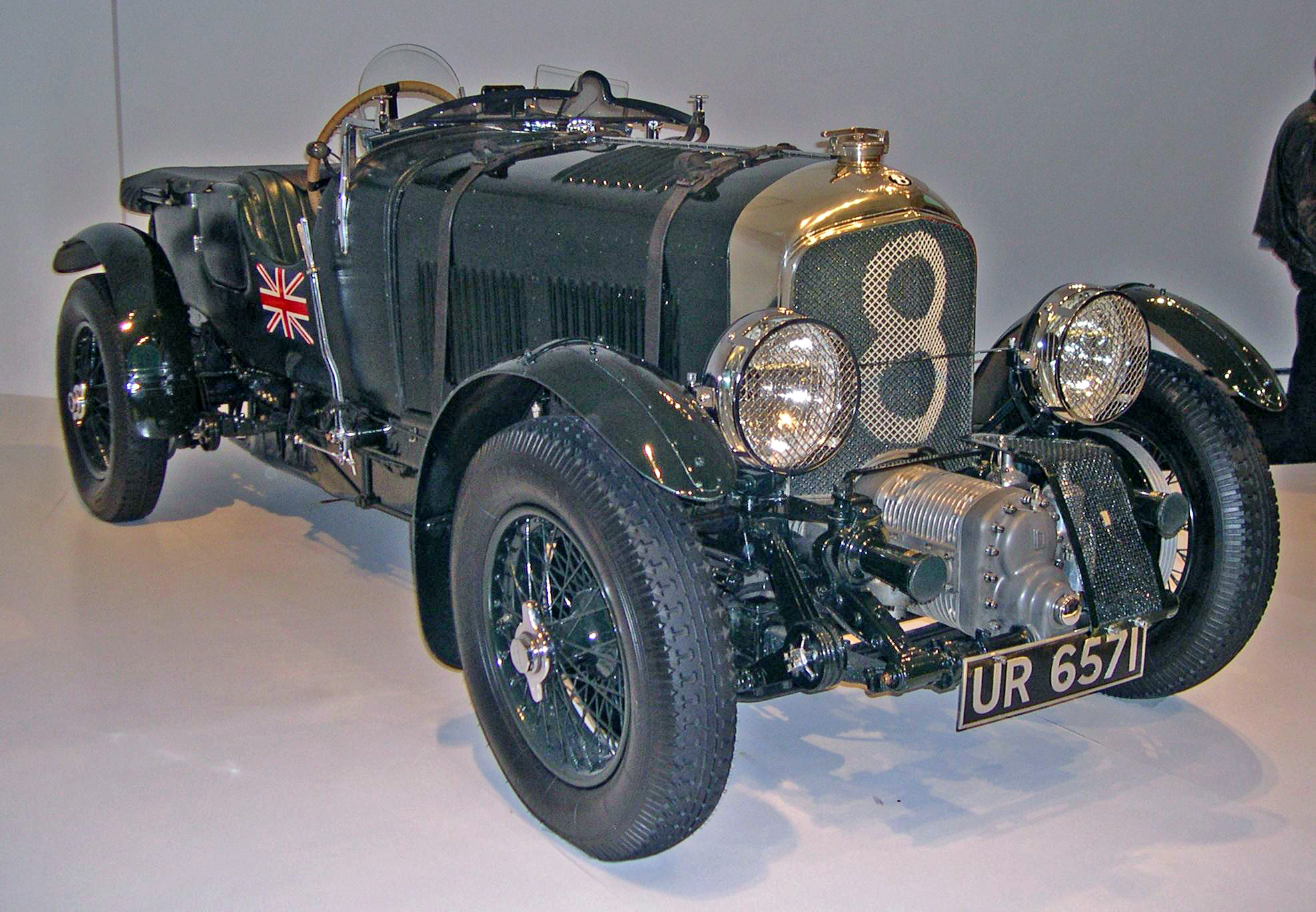
Az 1929-es Blower Bentley
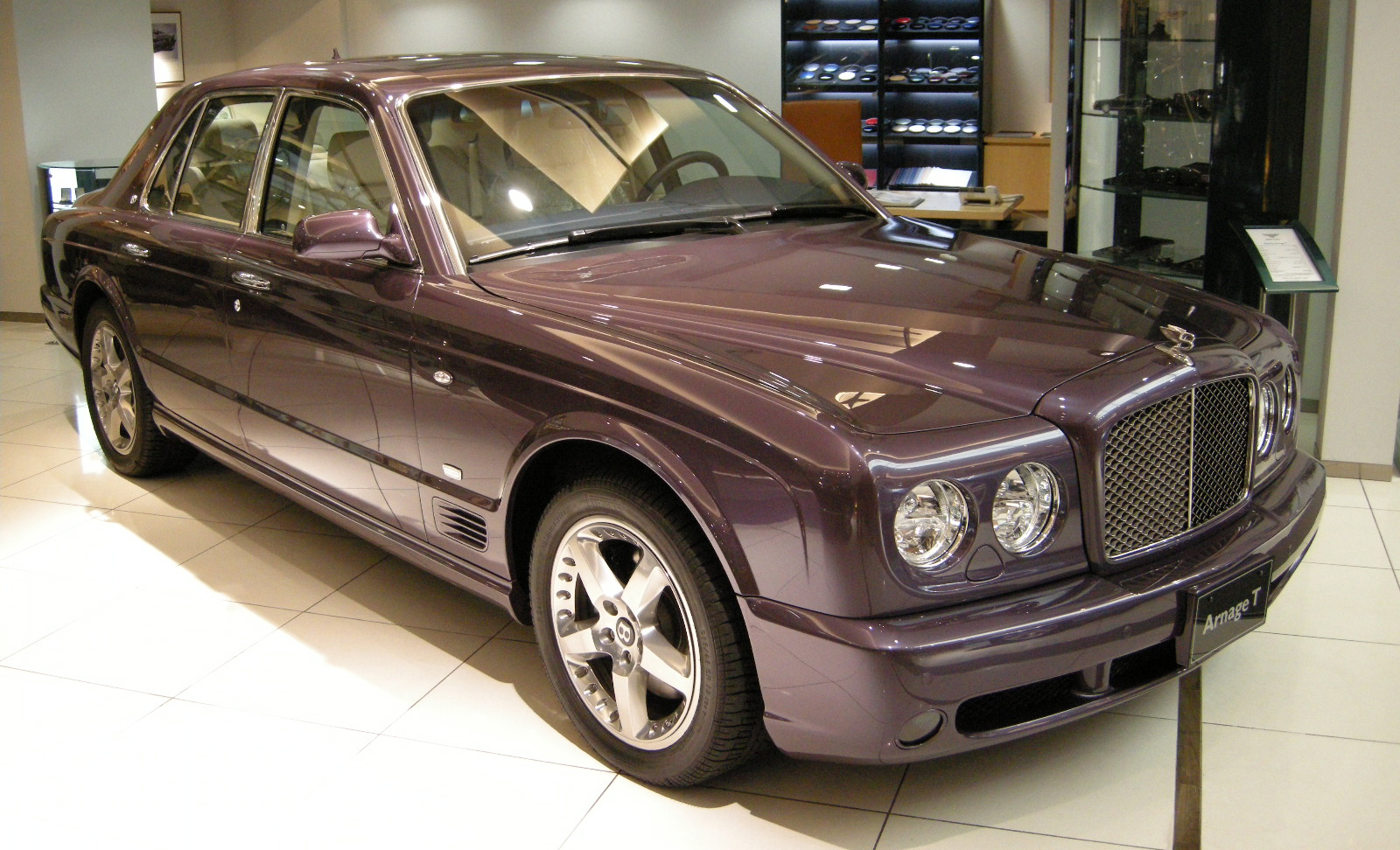
Az 1998-as Bentley Arnage T

## A populáris kultúrában
A populáris kultúrában számtalanszor jelent meg ez az autómárka, többek között maga James Bond is a Bentley-k elkötelezett híve. Az ismertebb Bentley-tulajdonosok közé tartoznak még:
II. Erzsébet brit királynő, Ralph Lauren, Mike Tyson, Shaquille O’Neal, Jay-Z, Lawrence Ellison (Oracle-alapító).

## Modellek

### 1998 előtt
- Bentley Turbo RT (1985)

### A Volkswagen-csoport tagjaként
- Bentley Arnage saloon (1998)
- Bentley Hunaudieres Concept (1999)
- Bentley EXP Speed 8
- Bentley State Limousine (2002)
- Bentley Continental GT coupé (2003)
- Bentley Continental Flying Spur saloon (2005)
- Bentley Azure convertible (2006)
- Bentley Continental GT convertible (2006)
- Bentley Continental GT Speed coupé (2007)
  - Bentley Dobros coupé (2008)
- Bentley Continental Flying Spur (2005) Speed saloon (2008)
- Bentley Continental GTC Speed (2009)
- Bentley Azure T (2009)
- Bentley Arnage saloon (2009)
- Bentley Continental Supersports (2009)
- Bentley Zagato GTZ (2008)
- Bentley Mulsanne (2010)
- Bentley 2. generációs Continental GT (2011)
- Bentley Flying Spur (2013)
- Bentley Bentayga (2016)
- Bentley 3. generációs Continental GT (2018)